# Pergine Valdarno

Territorio del soppresso comune di Pergine Valdarno all'interno della provincia di Arezzo fino al 2018

Pergine Valdarno (pronuncia: /ˈpɛrʤine/) è un municipio del comune italiano di Laterina Pergine Valdarno, nella provincia di Arezzo, in Toscana. Il municipio comprende anche le frazioni di Montalto, Pieve a Presciano e Poggio Bagnoli, per un totale di 3 128 abitanti.
Fino al 31 dicembre 2017 è stato un comune autonomo.

## Geografia fisica
Il territorio di Pergine Valdarno è posto quasi al centro del triangolo geografico delle province di Arezzo, Siena e Firenze, ed occupa una parte del sistema collinare tra il Valdarno e la Valdichiana alla sinistra del fiume Arno.

## Origini del nome
Il toponimo Pergine è ritenuto di origine etrusca, forse dal gentilizio etrusco Percenas o Percena, si veda anche Percenna attestato ad Arezzo e a Budrio in provincia di Bologna, e oggi presente nel senese nel comune di Buonconvento con Percenna. Pergine ha un riscontro anche in Trentino in Pergine Valsugana, territorio della popolazione alpina dei Reti che parlava una lingua affine a quella etrusca.

## Storia

### Dalla preistoria all'epoca etrusca e romana
Le stazioni preistoriche rinvenute nelle terrazze adiacenti ai maggiori corsi d'acqua testimoniano la precoce frequentazione di questa zona da parte dell'uomo. Ma è stata soprattutto la civilizzazione etrusca e romana che ha lasciato significative impronte su questo territorio solcato da sempre da importanti direttrici viarie: lo stesso nome Pergine pare riconducibile alla matrice culturale etrusca. Tra le testimonianze del periodo romano spicca un bell'esemplare di lamina rinvenuta in località Bagno sulla quale compare un'iscrizione imprecatoria rivolta alla divinità delle acque chiamate acquae ferventes sive nimfas.

### Simboli
Lo stemma del comune era stato riconosciuto con DPCM del 10 febbraio 1955.
Il gonfalone, concesso con DPR del 25 settembre 1955, era un drappo partito di bianco e di rosso, riccamente ornato di ricami d'argento e caricato dello stemma comunale con l'iscrizione centrata in argento: Comune di Pergine Valdarno.

## Monumenti e luoghi d'interesse
- Chiesa di San Michele
- Santuario di Santa Maria della Neve

## Società

### Evoluzione demografica
Abitanti censiti

### Etnie e minoranze straniere
Secondo i dati ISTAT al 31 dicembre 2010 la popolazione straniera residente nell'allora comune di Pergine Valdarno era di 205 persone. Le nazionalità maggiormente rappresentate in base alla loro percentuale sul totale della popolazione residente erano:
- Romania 66 2,02%

## Cultura

### Cucina
Il piatto tipico di Pergine Valdarno è la crostata Perginese Valdarnese (esiste anche quella di Pergine Valsugana) preparata con:
- 6 tuorli d'uova
- 6 albumi d'uova
- 12 cucchiani di zucchero per i tuorli
- 18 cucchiaini di zucchero per gli albumi
- 2 pizzichi di sale
- 50 g di Burro
- 50 g di Pinoli
- 100 g di Mandorle
- 50 g di Cedro candito
- 1/2 bicchiere di Vermut
- 1/2 bicchierino stock
- 200 g di Farina + q.b. per le strisce

## Economia
Nel Valdarno superiore sono presenti numerose sorgenti di acque acidulo minerali, ricche di anidride carbonica. Da una di queste, nella seconda metà del secolo scorso prese avvio lo sfruttamento industriale dell'anidride carbonica (comunemente chiamata acido carbonico).

## Amministrazione
Quello che segue è l'elenco degli amministratori del comune di Pergine Valdarno fino al 2018, anno dell'istituzione del comune di Laterina Pergine Valdarno.
| Periodo        | Periodo          | Primo cittadino     | Partito                                                        | Carica  | Note   |
| -------------- | ---------------- | ------------------- | -------------------------------------------------------------- | ------- | ------ |
| 24 giugno 1985 | 2 giugno 1990    | Roberto Vasai       | Partito Comunista Italiano                                     | Sindaco | [ 11 ] |
| 2 giugno 1990  | 24 aprile 1995   | Roberto Vasai       | Partito Comunista Italiano, Partito Democratico della Sinistra | Sindaco | [ 11 ] |
| 24 aprile 1995 | 14 giugno 1999   | Massimo Palazzeschi | Partito Democratico della Sinistra                             | Sindaco | [ 11 ] |
| 14 giugno 1999 | 14 giugno 2004   | Massimo Palazzeschi | centro-sinistra                                                | Sindaco | [ 11 ] |
| 14 giugno 2004 | 8 giugno 2009    | Paola Prizzon       | centro-sinistra                                                | Sindaco | [ 11 ] |
| 8 giugno 2009  | 25 maggio 2014   | Paola Prizzon       | centro-sinistra                                                | Sindaco | [ 11 ] |
| 25 maggio 2014 | 31 dicembre 2017 | Simona Neri         | lista civica Pergine cambia passo                              | Sindaco | [ 12 ] |

### Gemellaggi
Pergine Valdarno è gemellato con:
- Boujdur
- Mimet, dal 1989
- Pergine Valsugana, dal 1989

Pergine Valdarno fa parte del progetto "Villaggio Culturale d'Europa" del quale è stato sede nell'anno 2002. Gli altri villaggi facenti parte sono: Wijk Aan Zee (Olanda), Mellionec (Francia), Porrua (Spagna), Aldeburgh (Inghilterra), Kirchheim Im Innkreis (Austria), Palkonya (Ungheria), Strobeck (Germania), Paxos (Grecia), Bystrè (Repubblica Ceca), Kilingi - Nomme (Estonia), Tommerup (Danimarca).